# Gene Hoglan
Eugene "Gene" Victor Hoglan II (Dallas, Texas, 31 de agosto de 1967) é um músico americano conhecido por ter tocado em inúmeras bandas de heavy metal como baterista. Hoglan começou sua carreira musical como roadie (engenheiro de iluminação) para a banda Slayer, onde ele também tocava a bateria durante a passagem de som.
O músico aparece em 2° na lista dos 'Dez Melhores Bateristas de Metal' do site OC Weekly. Também  ficou em 17° lugar na lista dos "50 melhores bateristas de hard rock e metal de todos os tempos" do site Loudwire.

## Discografia
| - 1986 - Darkness Descends - 1989 - Leave Scars - 1989 - Live Scars (ao vivo) - 1991 - Time Does Not Heal - 1997 - Demonic - 2012 - Dark Roots of Earth - 2016 - Brotherhood of the Snake - 1997 - City - 1998 - No Sleep Till Bedtime (ao vivo) - 2003 - SYL - 2005 - Alien - 2006 - The New Black - 1998 - Infinity - 1998 - Christeen (EP) - 2000 - Physicist - 2001 - Terria - 2007 - The Dethalbum - 2007 - Dethklok - ...And You Will Know Us by the Trail of Dead/Dethklok - 2009 - Dethalbum II - 2013 - The Doomstar Requiem | - 1992 - Silent Scream - From the Darkest Depths of the Imagination (mixagem e produção) - 1993 - Death - Individual Thought Patterns - 1995 - Death - Symbolic - 1995 - Naphobia - Of Hell (Baterista convidado) - 1998 - Old Man's Child - Ill-Natured Spiritual Invasion - 1999 - The Almighty Punchdrunk - Music For Them Asses - 2000 - Cranium - Speed Metal Satan - 2001 - Just Cause - Finger It Out - 2001 - Frygirl - Someone Please Kill Me (congas) - 2002 - Daemon - Eye For An Eye - 2008 - Zimmers Hole - When You Were Shouting at the Devil...We Were in League With Satan - 2008 - Pitch Black Forecast - Absentee - 2008 - Mechanism - Inspired Horrific - 2009 - Tenet - Sovereign - 2010 - Fear Factory - Mechanize - 2012 - Brendon Small - Brendon Small's Galaktikon - 2012 - Meldrum - Lifer - 2012 - Memorain - Evolution - 2015 - Viking - No Child Left Behind |